# Gymnosporia harveyana
Gymnosporia harveyana är en benvedsväxtart. Gymnosporia harveyana ingår i släktet Gymnosporia och familjen Celastraceae.

## Underarter
Arten delas in i följande underarter:
- G. h. harveyana
- G. h. stolzii